# Cavallino
Cavallino – miejscowość i gmina we Włoszech, w regionie Apulia, w prowincji Lecce.
Według danych na rok 2004 gminę zamieszkiwało 10 930 osób, 496,8 os./km².